# Битка на Чегру
Битка на Чегру је једна од пресудних битака вођених у Првом српском устанку између српских устаника и Турака. Битка се одиграла 31. маја 1809. године на брду Чегар (потковица, стопало) код села Каменица надомак Ниша.

## Позадина
С једне стране ослабљена ратовима са Аустријом и Наполеоном, економским проблемима и побунама јањичара, Турска се суочава и са све чешћим побунама балканских народа. Управо оне ће задати смртни ударац Османској империји. Српски народ, изложен турском терору био је приморан на устанак. Пољуљано Турско царство, захваћено агонијом пропадања, није у стању да контролише све своје провинције. Јањичари отимају земљу од српских сељака и стварају своје читлуке тапијама одузетим од сељака, намећу дажбине, порезе и обавезе. У београдском и свим српским и хришћанским крајевима завладало је безакоње.
Порта је чинила напоре да среди стање у Царству, али су ти покушаји све више откривали њену немоћ. То је време терора који није могла да заустави ни централна власт у Цариграду, којој су се Срби узалуд обраћали; четири дахије српска раја није могла да умилостиви, али је зато могла да се бори. Устанак је био неизбежан. Суочени са незадовољством народа, наслућујући побуну, они почетком 1804. године чине кобну грешку: воде сечу кнезова. После тога Србија је преплављена мржњом и осветничким расположењем. Фебруара 1804. у Орашцу, народне старешине које су преживеле сечу кнезова, окупљају се тајно и договарају отпочињање Првог српског устанка под вођством Карађорђа и тиме почиње најуспелија побуна сељака у свету која ће трајати 10 година.
Године 1805. и 1806. ређају се српске победе, а 1807. ослобођен је и Београд. Узбуђен и узбуњен побуном у Београдском пашалуку, народ југоисточне Србије подржава устанике и прикључује се борбама на Иванковцу и Делиграду, и учествује у побунама у Топлици и Сврљигу. Сви ти догађаји доводе, међутим до још већег прогона српског народа од стране Турака. Народ је принуђен да напусти своје куће.
Затишје настаје 1808. године после пораза Руса у ратовима са Наполеоном, када Срби више нису могли да очекују ангажовање Русије. Затишје на ратиштима у Србији 1808. народ је користио да поправи оштећене домове, војска се одмарала, а војне и политичке старешине у Београду ослушкивале гласове који су допирали од савезника и за то време устаници уређују власт. Уведен је управни савет под називом Правитељствујушчи совјет чији је председник био Младен Миловановић, сазвана је Скупштина народних првака. Тада је, међутим, дошло до неслагања између вођа устаника која прелази у сукоб између Карађорђевих присталица који су се залагали за јединствену, централизовану власт, и устаничких вођа који су желели да се управља олигархијски, по ужим областима.

## Пред битку
Године 1809. долази до нових заоштравања односа између Турске и Русије. После узалудних преговора дошло је поново до избијања сукоба. 12. марта 1809. Порта објављује рат Русији, а 21. Русија Порти. Руси као прву помоћ послали су Србима 1000 пушака и 30.000 метака.
Србија креће у офанзиву према Турској: Карађорђе креће у правцу Црне Горе, Миленко Стојковић одржава везу са Русима, Лука Лазаревић и Сима Марковић упућени су преко Дрине у Босну а за напад на Ниш је одређен Милоје Петровић. На Ниш крећу пожаревачка, ћупријска, параћинска, ражањска и алексиначка нахија са нешто Крајишника и Левчана као и батаљон редовне војске. Све укупно око 16.000 људи који су се 21. априла скупили у Делиграду и кренули ка Нишу. Као помоћ био је и Хајдук Вељко који је оперисао на путу Ниш-Пирот. Према подацима које су Срби имали, Турци су у Нишу имали један гарнизон са свега 3.000 војника.
Српска војска се према Нишу кретала веома споро. Пред Ниш долазе тек 27. априла и то код села Каменице, Горњег и Доњег Матејевца, где изграђују шест шанчева. Први и највећи је био на Чегру са војводом Стеваном Синђелићем, други у Горњем Матејевцу (код данас обновљене Латинске цркве) са Петром Добрњцем, трећи северозападно од Каменице са војводом Илијом Барјактаровићем, четврти у Каменици са главним командантом Милојем Петровићем, пети шанац је био изнад Каменице са војводом Пауљом Матејићем и шести у Доњем Матејевцу.
Синђелићев шанац је био облика правоугаоника, на средини подељен стрељачким ровом. На једној страни су били шатори војводе и војске, на другој барутана у коју је војвода Синђелић пуцао.
Захтев Милоја Петровића да се Ниш одмах нападне није прихваћен. Тражило се да се сачека са нападом и изврши јака блокада града. Са друге стране, турска војска је добила велико појачање од преко 20.000 војника. Исмаил-бег је довео појачање из Једрена и Солуна, Ахмед-паша Врања, а Кара Фејза и Шашин-паша из Лесковца.
Бој је почео у јутарњим часовима 19. маја 1809. (31. маја по новом календару). Турци су јуришали четири пута, али су их Синђелићеви ускоци одбили. Напослетку, преко оних који су изгинули и испунили ровове око шанца, Турци су на јуриш ушли у шанац. Сада је тек настао прави окршај. Борба пушкама, претворила се борбом кундацима, ножевима, хватање за гушу и за косу. Турцима су стално долазиле нове снаге, а Синђелић је остао сам. Кад је Стеван Синђелић видео да не може Турке истерати из шанца, да је много Срба изгинуло, а да не би пао жив Турцима у руке, опалио је из своје кубуре у пуну бурад барута и тако је завршио бој. После овога, на Чегру је лежало око 16.000 Турака и 4.000 Срба.

## Последице
Својим јунаштвом истакао се ресавски војвода Стеван Синђелић. Не могавши да победи бројно јаче турске снаге које су продрле у шанац, Синђелић је пуцао из кубуре у подземни магацин барута. У страшној експлозији настрадали су сви српски војници и много Турака. Да би застрашио Србе, турски паша је у знак освете и опомене наредио да се од лобања палих српских устаника сагради Ћеле-кула на улазу у Ниш. У Ћеле-кулу су узидане 952 лобање и она данас стоји као симбол борбе Срба за независност.
Алфонс де Ламартин француски путописац је записао 1833. при посети Ћеле кули:
Нек Срби сачувају овај споменик!
Он ће научити њихову децу колико вреди независност једног народа,
показујући им по какву су је цену платили њихови очеви.
Због пораза на Чегру, Карађорђе је морао да одустане од похода у Стару Србију, а румелијски везир је освојио целу источну Србију до Велике Мораве, где је Карађорђе са напором успео да организује одбрану. Зима је такође помогла устаницима, па су се Турци повукли из источне Србије.
Кнез Милан Обреновић је 4. јула 1878. године подигао први споменик на Чегру са натписом Војводи Стевану Синђелићу и његовим неумрлим јунацима славно палим овде 19. маја 1809. нападајући Ниш.
Данашњи споменик у облику куле саграђен је спајањем романтизма и декоративних елемената средњовековне архитектуре подигнут је 1927. године у присуству краља Александра Карађорђевића, а дело је руског емигранта и архитекте Јулијана Дјупона.
Кула на Чегру и Ћеле-кула у Нишу обновљени су 2009. године и ту је 31. маја 2009. одржана централна прослава 200. годишњице битке. Свечано је обележена и 100. годишњица битке 1909. године.

## Занимљивости
Битка је екранизована у серији Вук Караџић у 5. епизоди. Поред ове екранизације урађена је и екранизација од стране нишког НГ Тима и у филму „Журка”.